# 29250 Helmutmoritz
29250 Helmutmoritz (tên chỉ định: 1992 SO17) là một tiểu hành tinh vành đai chính. Nó được phát hiện bởi Freimut Börngen và Lutz D. Schmadel ở Đài thiên văn Karl Schwarzschild ở Đức ngày 24 tháng 9 năm 1992. Nó được đặt theo tên Helmut Moritz.